# ロンドン・メトロポリタン大学
ロンドン・メトロポリタン大学  (London Metropolitan University) は、イギリス、ロンドンにある国立大学。

## 内容
2002年8月1日にロンドン・ギルドホール大学とノース・ロンドン大学の合併によって形成された。 大学はシティ・オブ・ロンドンに位置し、二つ目のキャンパスはイスリントンにあり、アーセナルのエミレーツ・スタジアムに隣接する。大学、独自の資料保管所や図書館、ミュージアムなどを運営する。
2012年8月30日、イギリスの入国管理局は当大学について欧州連合域外から留学生を受け入れることのできる免許を剥奪したことを公表した。この処分の影響を受ける欧州連合域外からの留学生は2000名以上おり、日本人留学生も100名以上いるものの、全員授業に出席できなくなる。今後他の受け入れ先教育機関を探すことになるが、60日以内に新たな受け入れ先が決まらない場合は国外退去処分となる可能性もある。入国管理局は免許取り消し理由について詳細な説明をしていないが、就労目的で入国した者が就学ビザを不正に取得する違法行為に関わる等の問題を起こしていたものと見られる。

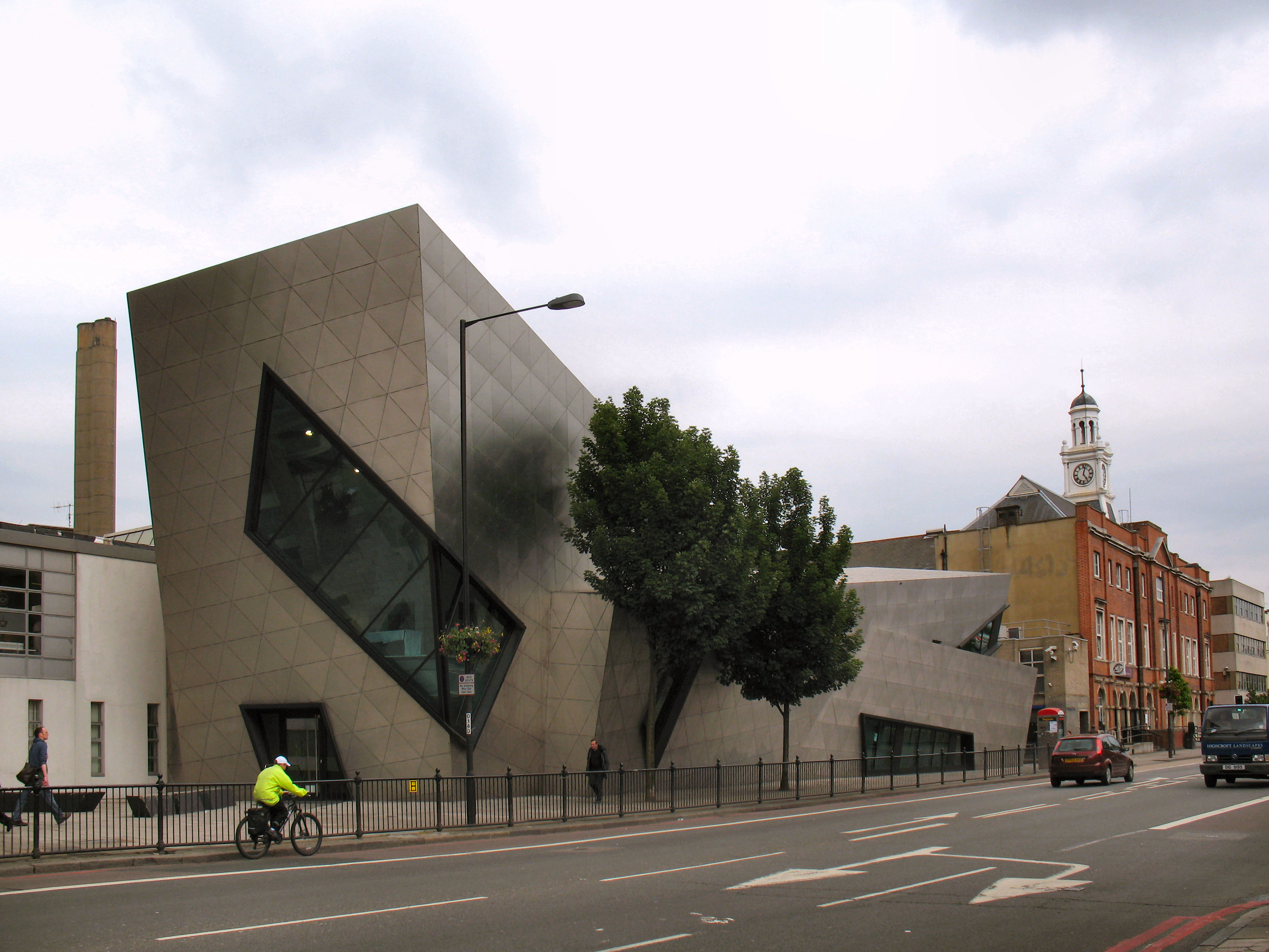

## キャンパス
ロンドン・メトロポリタン大学には2つキャンパスがあり、一つはロンドン・シティキャンパス、もう一つはロンドン・ノースキャンパスと呼ばれている。

### ロンドン・シティキャンパス（London City campus）
ロンドン・シティキャンパスは、以前はロンドン・ギルドホール大学のキャンパスであり、アルドゲート・イースト、タワー・ヒル、リバプール・ストリート駅の近くにある。建物は、マイノリーズ、ジュウリー、ストリート･セントラル・ハウス、ムーアゲート、ホワイトチャペル・ハイ・ストリート、カルカッタ・ハウス、コマーシャル・ロード、ゴールストンに位置する。
ホワイトチャペル･ストリート・セント・ビルディングにはスタッフ・学生のための屋内ジムがプライベートジムとともにある。
シティ･キャンパスはちょうどシティ・オブ・ロンドンの金融地区とオールド・イースト・エンド（切り裂きジャックツアーが大学の横を頻繁に通る）の境に位置している。スピタルフィールズマーケットが近く、マーケットのみでなくさまざまなバーやコーヒーショップ、レストランなども楽しむことができる。
ロンドン・ギルドホール大学は、1899年にサー・ジョン・キャス財団の設立したサー・ジョン・キャス技術研究所に起源する教育機関であり、現在も、同財団がロンドン・メトロポリタン大学の美術・建築・デザイン学部（旧称：Sir John Cass School of Art, Architecture and Design）を支援している。

### ロンドン・ノースキャンパス（London North campus）
ロンドン・ノースキャンパスは以前のノースロンドン大学のサイトにあり、地下鉄のホロウェイ・ロードとハイブリー＆イスリントン駅近辺。
キャンパスは1896年にノーザン・ポリテクニック・インスティテュートとしてはじまり、1900年までに学生数は2倍になり、後に夜間コース（ロンドン大学によって学位授与）も始まった。
1970年代初頭、ノーザン・ポリテクニックは1929年に創立したノース・ウェスタン・ポリテクニックと統合し、ポリテクニック・オブ・ノースロンドンとなった。1992年、ポリテクニックはノースロンドン大学と変わった。

## 歴史
ロンドン・メトロポリタン大学は2002年8月1日にロンドン・ギルドホール大学とノース・ロンドン大学の統合によって形成された。統合された大学の名前の変更は枢密院によって承認された。
2006年10月、大学はサイエンス学部の3,000万ポンドの投資の一部で、新しいサイエンスセンターを開いた。この施設は、ホロウェイ通りの近くに、ヨーロッパで最も進んだサイエンス教育施設の1つと主張されている‘スーパー・ラボ’を有している。そこには、デジタルオーディオビジュアルの対話方式の機械を備えたワークステーションが280室ある。名誉会長は、教授の称号を持ったロデリック・フロウド。

### ロンドン・ギルドホール大学（London Guildhall University）
1848年、ロンドン大主教であったチャールズ・ブロムフィールドは、ロンドンの若い男性の道徳的、知的、精神的状態を改善させるため、午後の授業を始めるように聖職者に命令した。それに答えて、チャールズ・マッキンゼー主教は、クロスバイ・ホールに1つのセッションに対して1シリングの学費を取る、若者のためのメトロポリタン・イブニングクラスを作った。オリジナルのカリキュラムの科目にはギリシャ語、ラテン語、ヘブライ語、英語、歴史、数学、絵画、そして自然哲学が含まれていた。この新しくできたカレッジは1851年、アルバート王子の授業訪問後、王室の保護下になった。
1860年、教室はリデンホール通りにある元ブリックレイヤー社のリバリーホールであった、サセックスホールに移動した。この頃までに、毎年およそ800人の生徒が入学した。
1861年、教室は再建され、シティー・オブ・ロンドン・カレッジと名づけられた。以後20年以上にわたり、このカレッジは商業科目、技術科目の導入の先駆者の1つであった。ホワイトストリートに16,000ポンドを掛け新しい建物を立て（ビクトリア女王、ウェールズの皇太子からの資金援助を受け）、1881年にオープンした。1891年、カレッジは、シティー協会財団からの基金を得る、また3つの機関が協力的に働くことを可能にするというチャリティーコミッショナーの計画の下、バークベック・インスティテュートとノーサンプトン・インスティテュートに加わり、シティポリテクニクを形成した。しかしながら、この計画的な連盟は、それぞれの期間が多かれ少なかれ個々に活動を続けたため、実際には機能しなかった。シティポリテクニクのコンセプトは1906年に解消され、シティ・オブ・ロンドン・カレッジははロンドンカウンティーカウンシルの管理下となった。
1940年12月、カレッジの建物はドイツ空軍の襲撃によって破壊された。シティ・オブ・ロンドン・カレッジは1944年にムーアゲート84番地に移動した。1970年、カレッジはサー・ジョン・カス・カレッジと統合し、シティ・オブ・ロンドン・ポリテクニックを形成した。1992年から2002年7月まで、この機関はロンドン・ギルドホール大学として知られていた。
2013年、所蔵していた女性図書館のコレクションを手放し、収蔵品・図書はロンドン・スクール・オブ・エコノミクスが引き取ることとなった。

### ノースロンドン大学（University of North London）
1896年に北ポリテクニック・インスティテュートとして創設され、1929年に建てられたノース・ウェスタン・ポリテクニックと1971年に統合し、ポリテクニック・オブ・ノースロンドンとなった。1988年の教育改革法の成立まで、このポリテクニックはインナー・ロンドン・エデュケーション・オーソリティの支配下にあった。1992年の高等教育法の下で、高等教育への広がる参加とアクセスの先駆者であるこの機関は大学としての地位、また独自の学位の授与を認められた。ロンドンギルドホール大学との統合に続いて、ロンドンメトロポリタン大学はグレーター・ロンドン最大の大学となった。

## 主な出身者
- Alannah Currie - 芸術家
- Nick Leeson - ニック・リーソン　元銀行員。ベアリングス銀行を破産させたトレーダー
- Lord Puttnam - 映画監督
- Vic Reeves - コメディアン
- Irwin Sparkes - ロックバンド・フージアースのメンバー。
- Neil Tennant - ペットショップボーイズのメンバー。
- Jamie Theakston TV presenter - ゴードン・ブラウンの元スピン・ドクター
- サディク・カーン イギリス労働党の政治家で下院(庶民院)議員、史上初ムスリムのロンドン市長